# Kriminalität in Barbara
1. WEITERLEITUNG Benutzer:Boguszschubert/Kriminalität in Barbara